# Visoke Ture
Visoke Ture (njem. „Hohe Tauern”) je gorje u središnjim i istočnim Alpama koji je ujedno i prirodna granica između Austrije i Italije. Rasprostire se na rubnim južnim dijelovima austrijskih saveznih država Salzburg, Koruške i Istočni Tirol, te na sjeveru talijanske pokrajine Južnog Tirola. Najviši vrh Visokih Tura je Grossglockner visok 3798 metara. 

## Nacionalni park
Nacionalni park osnovan je 1971., ali je tek "zaživio" 1981. zaštitom vrha Grossglocknera u Koruškoj, a dovršen je tek 1994. god. priključivanjem dijelova Salzburga i Istočnog Tirola. Tako se nacionalni park Visoke Ture danas proteže nekih 100 kilometara kroz pokrajine Tirol, Korušku i Salzburg. Površinom od 1.834 četvornih kilometara to je najveći nacionalni park u Austriji, kao i najveći prirodni rezervat u Alpama. 
Osobitosti parka su par ledenjaka (koji pokrivaju oko 135 km² parka), slapova i ledenih dolina. Središnje područje nacionalnog parka Hohe Tauern je jedno od posljednjih izvornih post-glacijalnih pejzaža središnje Europe koje je nastalo u geološki jedinstven način. Naime, tvrde stijene Tauernfenstera („Turski prozor”), otporne na eroziju ogromni su „tektonski prozor” kroz koji možemo baciti pogled u najdublje tektonske slojeve istočnih Alpa.
Flora i fauna su raznolike, a treba istaknuti da u parku obitavaju Alpski kozorozi, divokoze, bjeloglavi supovi, suri orlovi i još mnoge vrste, dok su nekada izumrle vrste, kao što su kostoberina i alpski svizac, uspješno ponovno naseljene.
Zbog svega toga je Austrija nominirala nacionalni park Visoke Ture za upis na UNESCO-ov popis mjesta svjetske baštine u Europi 2003. godine.

## Vrhovi
Pet najvećih vrhova Visokih Tura:
| Vrh                  | Visina |
| -------------------- | ------ |
| Grossglockner        | 3798 m |
| Grossvenediger       | 3666 m |
| Grosses Wiesbachhorn | 3564 m |
| Dreiherrnspitze      | 3499 m |
| Rötspitze            | 3496   |